# 스타게이트 LLC
스타게이트 프로젝트(Stargate Project)는 델라웨어주에 스타게이트 LLC(Stargate LLC)라는 이름으로 설립되었으며, 오픈AI, 소프트뱅크 그룹, 오라클 (기업), 그리고 투자 회사 MGX가 공동으로 설립한 미국의 다국적 인공지능(AI) 합작법인이다. 이 벤처는 2029년까지 미국 내 AI 인프라에 최대 5,000억 달러를 투자할 계획이다. 2022년부터 계획되어 왔으며, 2025년 1월 21일 도널드 트럼프 미국 대통령이 공식 발표했다. 소프트뱅크의 손정의 CEO가 이 벤처의 회장을 맡고 있다.
스타게이트라는 이름은 1994년 영화 '스타게이트'에서 따왔는데, 영화에서 스타게이트는 다른 세계로 통하는 관문이었다. 이 프로그램의 규모는 매우 커서 맨해튼 계획과 비교되기도 한다.